# 뱀파이어 기사
뱀파이어 기사는 일본의 작가 히노 마츠리의 작품으로, 대한민국에서는 학산문화사에서 2004년부터 출간되었다. 일본에서는 2008년에 애니메이션으로 제작해, TV 도쿄 계열에서 방영되었다. 특히 감독에 사야마 키요코, 각본에 오카다 마리, 캐릭터 디자인에 니사다 아사코로 등 3명 모두 여성이다.

## 줄거리
전원 기숙사제인 명문 사립학교 크로스 학원은 데이 클래스와 나이트 클래스로 나뉜다.
데이 클래스는 보통의 아이들이 다니지만, 나이트 클래스는 뱀파이어들이 다닌다는 것이 특징이다.
주인공인 크로스 유우키와 키류 제로는 이 학교의 규율위원. 나이트 클래스가 뱀파이어들이 다닌다는 것을 숨기기위한
요원이다. 크로스 유우키는 나이트 클래스의 위원장인 쿠란 카나메에게 10년전에 뱀파이어로부터 도움을 받은 적이 있어
카나메를 동경한다. 또 유우키와 제로는 나이트 클래스의 남학생들에게 데이 클래스의 여학생들이 몰려다니는 것을 막느라
쉴 틈이 없다. 하지만 학교에는 서서히 학교의 평화를 깨뜨리려는 불운의 그림자가 나타나기 시작하는데...

## 캐릭터 소개
쿠란 유우키 黒主 優姫(くろす ゆうき)/玖蘭 優姫(くらん ゆうき)
크로스 학원 데이클래스에 다니고 있는 고등학교 1학년 소녀 신장 164 cm 16세 혈액형 B형, 어릴적부터 친구 사이인 제로와 함께 학교의 풍기위원(학교수호 담당)으로 나이트클래스의 비밀을 지키기 위해 활동을 하고 있다. 5살까지 기억을 갖고 있지 않으며 10년 전... 겨울 뱀파이어에게 습격당했을 때 카나메 선배 도움을 받았던 과거가 있다. 운동신경을 좋지만 머리가 나쁜 편, 정체는 순혈종 뱀파이어. 카나메와 같은 쿠란가의 딸이며 카나메의 여동생이자 약혼자이다. 유우키가 쿠란 유우키로 눈을 뜨고난 후 유우키의 부모를 살해한 리도가 카나메에 의해 깨어나고 리도는 유우키와 제로에 의해 없어진다. 그리고 카나메와 유우키를 포함한 다른 뱀파이어들은 전부 크로스 학원을 떠난다. 하지만 그 후 카나메가 아이도의 아버지를 살해하는 알 수 없는 행동으로 크로스 학원에 다시 나이트클래스를 만들게 되고, 나머지 뱀파이어들을 모두 규합하여 카나메의 목적을 저지하려고 한다.
- 일본성우: 호리에 유이
- 한국성우: 김현심

키류 제로 錐生 零(きりゅう ぜろ)
데이클래스 고등학교 1학년 17세 혈핵형 A형 신장 181 cm, 유우키와는 어릴적부터 친구 사이로 지금도 함께 풍기위원으로 활동을 하고 있다. 유우키와는 명콤비로 통하고 있지만 뱀파이어에 대한 사고방식은 정반대라서 모든 뱀파이어를 증오하고 적대시한다. 욱하는 성격이다. 제로 또한 뱀파이어다. 언젠가는 이성을 잃은 괴물로 변하는 운명을 가지고있으며 때문에 목에 있는 문신으로 유우키로부터 복종해야만하는 안전장치를 취해놓는다. 인간일 때의 유우키를 좋아했었다.
- 일본성우: 미야노 마모루
- 한국성우: 박성태

쿠란 카나메 玖蘭 枢(くらん かなめ)
나이트클래스 고등학교 2학년 신장 184 cm, 나이트클래스에 다니고 있는 뱀파이어 10년 전, 뱀파이어의 손에서 유우키를 구해준 생명의 은인이기도 하다. 현재 나이트클래스의 반장을 맡고 있으며 나이트클래스 학생들이 살고 있는 기숙사인 달의 기숙사의 기숙사장도 겸하고 있기에 나이트클래스 학생들로부터 민망이 두텁다. 유우키를 뱀파이어로 만들어 눈을 뜨게한후 원로원을 전부 없애고 유우키와 함께 크로스 학원을 떠난다. 몇년 후 유우키로부터 떠나 순혈종들을 알 수 없는 이유로 계속 살해하고있다.
- 일본성우: 키시오 다이스케
- 한국성우: 양석정

아이도 하나부사 藍堂 英(あいどう はなぶさ)
나이트클래스 고등학교 2학년 신장 177 cm, 나이트클래스 소속 데이클래스의 학생들에게 아이돌 선배라 불리며 인기를 한몸에 모으고 있다. 자타가 공인하는 카나메의 팬이다 아카츠키와는 사촌형제 지간으로 함께 활동할 때가 많다. 얼음속성의 공격능력을 소유했다.
- 일본성우: 후쿠야마 쥰
- 한국성우: 최승훈

카인 아카츠키 架院 暁(かいん あかつき)
나이트클래스 고등학교 1학년 신장 188 cm, 나이트클래스 소속 나이트클래스의 학생들로부터 와일드 선배라 불리며 인기를 얻고 있다. 하나부사와는 사촌 지간으로 함께 행동하는 일이 잦다. 말수가 적은 편이고 불속성의 공격능력 소유, 동기인 루카를 좋아한다.
- 일본성우: 스와베 쥰이치
- 한국성우: 이원찬

시키 센리 支葵 千里(しき せんり)
나이트클래스 고등학교 2학년 신장: 173 cm, 나이트클래스 소속의 학생이지만 한편 모델로도 활동을 하고 있다. 타쿠마와 사이가 좋은 편 특히 여자들이나 유우키의 피를 좋아하고 있다. 리마와는 연인사이
- 일본성우: 호시 소이치로
- 한국성우: 변현우

토오야 리마 矢 莉磨(とおや りま)
나이트클래스 고등학교 2학년 신장: 165 cm, 나이트클래스 소속으로 센리와 마찬가지로 모델로 활동하고 있기 때문에 센리와 행동을 함께 할 때가 많다.
- 일본성우: 키타무라 에리
- 한국성우: 정혜옥

이치죠 타쿠마 一条 拓麻(いちじょう たくま)
나이트클래스 고등학교 2학년 신장 184 cm, 나이트클래스 소속의 학생으로 달의 기숙사의 부기숙사장이다. 언제나 밝은 성격으로 인해 유우키에게는 '뱀파이어답지 않다'는 평가를 듣고 있다. 카나메와 사이가 좋은지 편하게 대화를 나누곤 한다. 원로원 숙청이후 순혈종인 사라에게 발견되어 목숨을 구하나 사라의 피 때문에 반은 사라의 꼭두각시가 된다.
- 일본성우: 치바 스스무
- 한국성우: 김두희

세이렌 星煉(せいれん)
나이: 불명 신장: 170 cm, 나이트클래스 소속 말수가 무척 적으며 항상 카나메와 행동을 함께 한다. 카나메가 내리는 명령은 반드시 지킨다.
- 일본성우: 미즈노 리사
- 한국성우: 채의진

소우엔 루카 早園 瑠佳(そうえん るか)
나이트클래스 고등학교 2학년 신장 169 cm, 나이트클래스 소속 교내에서도 손꼽히는 미녀이지만 카나메를 좋아하고 있기 때문에 다른 남자애들은 눈에도 들어오지 않는 모양이다. 카나메 팬을 자처하는 하나부사와는 여러모로 충돌이 발생한다.
- 일본성우: 미나가와 쥰코
- 한국성우: 윤미나

히오우 시즈카 緋桜 閑(ひおう しずか)
제로를 흡혈귀로 한 여성. 특히 식물을 조종하는 능력에 뛰어나는 순혈종. 신장 171 cm, 뱀파이어 중에서도 그 수가 극히 적은 순혈종 뱀파이어 제로의 가족들을 습격을해 죽이고 동생이 이치루를 데려간 장본인으로 미친 공주라 불리며 두려움을 사고 있는 존재이다. 후에 카나메에 의해 죽는다.
- 일본성우: 오리카사 후미코
- 한국성우: 정혜옥

키류 이치루 錐生 壱縷(きりゅう いちる)
제로의 쌍둥이 동생 17세 신장 181 cm A형, 제로의 쌍둥이 동생 태어날 때부터 몸이 약했으며 뱀파이어 헌터로서의 자질도 제로보다는 떨어진다는 평가를 받았다. 가족들이 시즈카의 공격을 받았을 때 시즈카를 따라나선 뒤로는 행방불명이 된 상태이다. 리도 사건때 리도에게 부상을 입고 제로에게 자신의 피를 주고 죽는다.
- 일본성우: 미야노 마모루
- 한국성우: 김두희

야가리 토오가 夜刈 十牙(やがり とおが)
쿠로스 학원으로 부임해 온 새로운 윤리교사, 그 정체는 NO.1 뱀파이어 헌터였다. 과거 제로의 스승으로 제로를 레벨E로부터 감싸다가 부상을 입어 오른쪽눈을 잃었다.
- 일본성우: 야스모토 히로키
- 한국성우: 변현우

쿠레나이 마리아 紅 まり亜(くれない まりあ)
크로스 학원으로 전학온 소녀 나이트클래스 고등학교 1학년 152 cm(유우키와 신장이 함께), 크로스 학원으로 전학을 온 뱀파이어 천성적으로 몸이 약한 편인 듯 하다. 유우키와 무척 친하게 지내고 있지만 때때로 완전히 다른 표정을 보이곤 한다. 후에 유우키를 지지하는 나이트 클래스가 된다.
- 일본성우: 나카하라 마이
- 한국성우: 채의진

크로스 카이엔 黒主 灰閻(くろす かいえん)
크로스 학원의 이사장 신장 184 cm AB형, 크로스 학원의 이사장으로 유우키의 양아버지다. 나이트클래스의 창설자로 뱀파이어와 인간과의 공존을 바라고 있다. 유우키와 함께 있을 때는 팔불출 아빠 같은 모습을 보이곤 한다. 리도 사건이후 협회장이 된다.
- 일본성우: 고우다 호즈미
- 한국성우: 유동균

와카바 사요리 若葉 沙頼(わかば さより)
유우키의 친구로 기숙사에서도 같은 방을 쓰고 있다. 감이 예리한 편이다. 리도 사건 이후 몇몇 학생들과 뱀파이어의 존재를 알아차린다.
- 일본성우: 미즈노 리사
- 한국성우: 채의진